# Federació Catalana de Korfbal

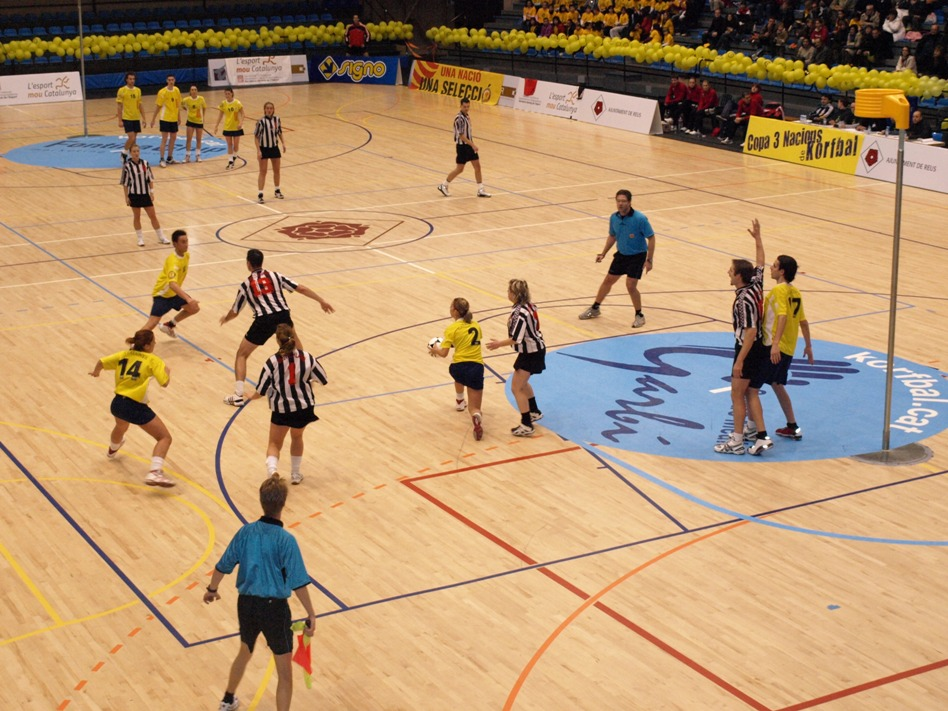
La selecció catalana de corfbol en un partit contra la selecció alemanya.

La Federació Catalana de Korfbal és la federació que regeix la pràctica del korfbal a Catalunya. Actualment organitza la Lliga Catalana de Korfbal i la Copa Catalunya de Korfbal. També participa a través de les seleccions a les competicions internacionals de corfbol. Forma part de la Unió de Federacions Esportives de Catalunya.

## Història
Els precedents de la Federació Catalana de Korfbal apareixen l'any 1982 amb l'Associació Catalana per a la Promoció i Pràctica del Korfbal (ACPPK), la primera associació d'aquest esport a Catalunya. L'any 1990 el Korfbal és reconegut per la Secretaria General de l'Esport de la Generalitat de Catalunya i el 1999 l'ACPPK es transforma en Unió Catalana de Korfbal (UCK).
La Unió Catalana de Korfbal obté l'estatus de membre provisional de la Federació Internacional de Korfbal (IKF) l'any 1997, a l'assemblea de Lahti (Finlàndia). Des d'aquella data, la selecció catalana ha participat en tots els Campionats del Món i d'Europa que s'han celebrat. El dia 9 de juliol de 2004 la UCK es constitueix en Federació Catalana de Korfbal a la Casa Museu Alegre de Sagrera de Terrassa, amb el nombre de 24 entitats fundadores. El reconeixement internacional definitiu com a federació membre de ple dret de la IKF, s'aconsegueix a l'assemblea que la IKF va celebrar a Terrassa el 29 d'octubre de 2005. La Federació Catalana de Korfbal ha estat la primera Federació Catalana d'un esport reconegut pel Comitè Olímpic Internacional (COI) en obtenir el reconeixement internacional.

## Presidents
Antoni Jurado Martín (1997-2007)
L'any 1991 va entrar com a tresorer de l'Associació Catalana per a la Promoció i Pràctica del Korfbal (ACPPK), entitat de la qual va ser president a partir de 1995 i que va seguir liderant quan el 1997 es va convertir en Unió Catalana de Korfbal. El 2004 va ser elegit primer president de la federació quan aquesta va ser reconeguda oficialment, càrrec que va ocupar fins al 2007, dos anys després que aquesta fos admesa com a membre de ple dret a la Federació Internacional d'aquest esport (IFK). També va ser entrenador, àrbitre i jugador amb l'Associació Esportiva Vacarisses.

Joaquín Blázquez Buisán (2007-2010)
Va accedir a la presidència encapçalant una candidatura única l'any 2007 i va ocupar el càrrec fins a finals de 2010, quan va presentar la dimissió.
Sílvia Mayo Elias (2011-2013)
Jugadora del Club Esportiu Valldemia-Maristes de Mataró de Segona Divisió Nacional durant onze anys. Va ser elegida presidenta el 19 de febrer de 2011. Ja havia format part de la Junta com a vicepresidenta encarregada de la representació institucional i l'estratègia de comunicació i màrqueting. Durant el seu mandat va treballar per la consolidació del creixement del corfbol català i la construcció d'un nou Centre de Tecnificació al complex esportiu Can Jofresa de Terrassa.
Francesc Serra Carrera (2013-2017)
Va incorporar-se a la Junta Directiva l'any 2007 com a vocal. Durant la presidència de la Sílvia Mayo, fou vicepresident. L'any 2013 fou elegit president.
Kira Menén Balagueró (2017-actualitat)
Membre de la Junta de manera discontinuada en els mandats de Sílvia Mayo o Francesc Serra, accedeix al càrrec en substitució d'aquest darrer en el mes de setembre de 2017.